# Alliance Air (Uganda)
Az Alliance Airlines (későbbi nevén SA Alliance Air) egy multinacionális légitársaság, amelynek a székhelye az ugandai Entebbei nemzetközi repülőtéren volt. 1995-ben lett létrehozva a South African Airways valamint Tanzánia és Uganda kormányának a közös vállalataként. A légitársaság 2000-ben szűnt meg.

## Története
A légitársaságot az 1990-ben Tanzánia, Uganda és Zambia által aláírt Afrikai Közös Légiközlekedési Megállapodás értelmében hozták létre. Ez utóbbi 1992-ben pénzhiány miatt távozott. A légitársaság 1995 júliusában kezdte meg működését, és egy az SAA-tól bérelt Boeing 747SP típusú repülőgépet üzemeltetett.
A cég a tervek szerint Dar es-Salaam, Dubaj, Entebbe, Johannesburg, London, és Mumbai célállomásokra indított volna járatokat. Rómába csak később indítottak volna járatot. A légitársaság indulása sokként érte a Kenya Airwayst, a régió meghatározó légitársaságát.
A légitársaságot rövid időre átnevezték SA Alliance Air-re és létrehoztak egy testvérlégitársaságot is SA Alliance Express néven, amelynek a festése a South African Airways festésének mintájára készült. Ezt a kinézetet azonban egyetlen repülőgépen sem alkalmazták.

## A vállalat működése
A légitársaságot az alapításkor Christo Roodt ügyvezető igazgató vezette. Az igazgatótanács tagjai a következők voltak; Michael Katz, Anton Moolman, Mike Myburgh Dél-Afrikából, Joseph Mungai és Adrian Sibo Tanzániából, illetve Ugandából. 1998-ban a légitársaság 49%-os részesedést vásárolt a ruandai Air Ruanda légitársaságban, ami később Alliance Express néven működött.

### Tulajdonosi kör
A légitársaság alapból 40:30:30 arányban az SAA, Tanzánia és Uganda tulajdonában volt. A tényleges tulajdonosi szerkezet azonban a következő volt:
A légitársaság azt tervezte, hogy részvényeinek 30%-át tanzániai és ugandai befektetőknek adja át, ezért a részvénycsomagot a két ország kormánya letétbe helyezte. Ez azonban sosem valósult meg.

### Felszámolás
Az Air Tanzania Corporation (ATC) 1998 júniusában kiszállt a vállalatból, és távozását a légitársaság üdvözölte. Az Uganda Airlines a következő évben adta el a részesedését.
A céget 1999-től megszűnéséig SA Alliance Air-re nevezték át. A Transnet, az SAA anyavállalata 2000 márciusában megszüntette a légitársaság finanszírozását. Az indoklás szerint a két országot arra akarta kényszeríteni, hogy nyissák meg regionális és belföldi útvonalaikat a légitársaság előtt, és így a légitársaságot lényegében a régió vezető légitársaságává kívánta tenni. Az ATC azzal vádolta az SAA-t, hogy a céget trójai falóként használva átveszi a régió nemzeti légitársaságait. A légitársaságnak havi 420 000 dollárnyi támogatásra volt szüksége a hosszú távú járatainak fenntartásához. Az SAA hajlandó volt finanszírozni a hiány rá eső részét, amennyiben a többi partner hajlandó volt finanszírozni a fennmaradó 60%-ot.
Uganda közlekedési minisztere szerint több mint 50 különböző dolgon nem értenek egyet az SAA-val. 2000 októberében a Tanzániai Kereskedelmi, Ipari és Mezőgazdasági Kamara (TCCIA) és az ugandai Dairo Air Services (DAS) felajánlotta, hogy megvásárolja kormányaik részesedését a vállalkozásban.
A légitársaság 2000-ben megszüntette meg, és utolsó járata október 8-án indult Londonból Johannesburgba (Entebbén keresztül). Mind Tanzánia, mind Uganda arra hivatkozott, hogy a cég működése túlzottan függött az SAA-tól. A vállalat 50 millió dolláros veszteséget halmozott fel.

## Célállomások
Az Alliance Air a történetében a következő célállomásokat szolgálta ki: